# Eric Shinseki
Eric Ken Shinseki (ur. 28 listopada 1942 w Līhuʻe) – amerykański polityk i emerytowany czterogwiazdkowy generał Armii Stanów Zjednoczonych. Od 21 stycznia 2009 do 30 maja 2014 sekretarz spraw weteranów USA.
W czasie czynnej służby wojskowej służył jako generał w Armii Stanów Zjednoczonych oraz pełnił funkcję 34. z kolei szefa Sztabu Armii USA (1999-2003). Był pierwszym w historii amerykańskich sił zbrojnych czterogwiazdkowym generałem i jedynym szefem sztabu armii o korzeniach azjatyckich (przodkowie pochodzili z Japonii). Jest weteranem wojny w Wietnamie, gdzie dwukrotnie został raniony, w tym przez minę, która urwała mu część stopy.
7 grudnia 2008 prezydent elekt Barack Obama mianował Erica Shinsekiego na nowego sekretarza spraw weteranów Stanów Zjednoczonych. 20 stycznia 2009 Senat Stanów Zjednoczonych zatwierdził jego nominację i dzień później został powołany na to stanowisko.
Związku z aferą 30 maja 2014 prezydent Barack Obama odwołał Ericka Shinsekiego z funkcji sekretarza spraw weteranów Stanów Zjednoczonych.